# Frederick S. Deitrick

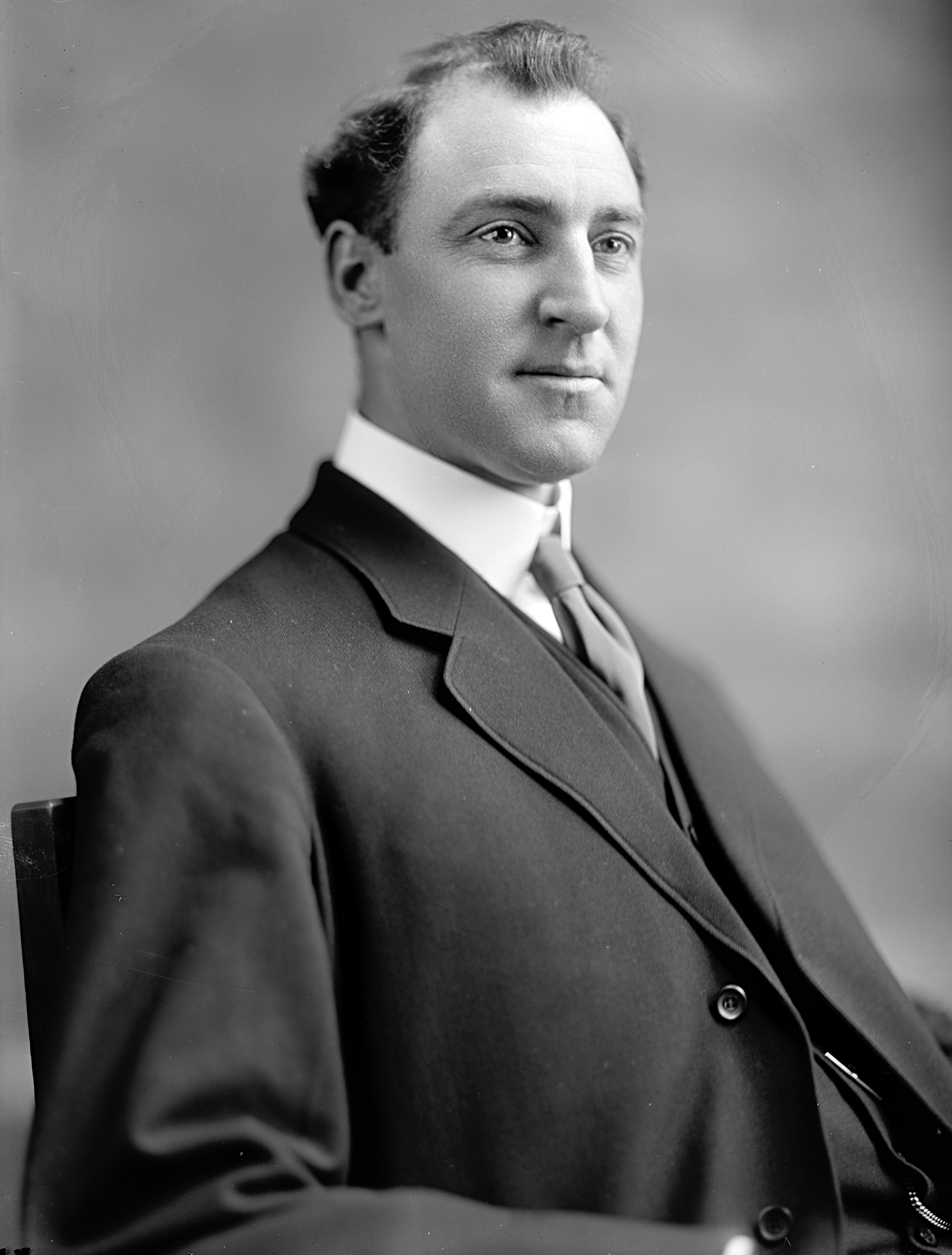
Frederick Simpson Deitrick

Frederick Simpson Deitrick (* 9. April 1875 in New Brighton, Beaver County, Pennsylvania; † 24. Mai 1948 in Middleton, Massachusetts) war ein US-amerikanischer Politiker. Zwischen 1913 und 1915 vertrat er den Bundesstaat Massachusetts im US-Repräsentantenhaus.

## Werdegang
Frederick Deitrick besuchte die öffentlichen Schulen seiner Heimat und absolvierte im Jahr 1895 das Geneva College in Beaver Falls. Danach studierte er bis 1898 an der Harvard University. Nach einem anschließenden Jurastudium und seiner 1899 erfolgten Zulassung als Rechtsanwalt begann er in Boston in diesem Beruf zu arbeiten. Gleichzeitig schlug er als Mitglied der Demokratischen Partei eine politische Laufbahn ein. Zwischen 1902 und 1905 war er Abgeordneter im Repräsentantenhaus von Massachusetts; in den Jahren 1908 und 1909 saß er im Stadtrat von Cambridge.
Bei den Kongresswahlen des Jahres 1912 wurde Deitrick im achten Wahlbezirk von Massachusetts in das US-Repräsentantenhaus in Washington, D.C. gewählt, wo er am 4. März 1913 die Nachfolge von Samuel W. McCall antrat. Da er im Jahr 1914 nicht bestätigt wurde, konnte er bis zum 3. März 1915 nur eine Legislaturperiode im Kongress absolvieren. Im Jahr 1913 wurden der 16. und der 17. Verfassungszusatz ratifiziert.
Nach dem Ende seiner Zeit im US-Repräsentantenhaus praktizierte Frederick Deitrick wieder als Anwalt. Politisch ist er nicht mehr in Erscheinung getreten. Er starb am 24. Mai 1948 in Middleton und wurde in Cambridge beigesetzt.